# Hogna sanctithomasi
Hogna sanctithomasi är en spindelart som först beskrevs av Alexander Petrunkevitch 1926.  Hogna sanctithomasi ingår i släktet Hogna och familjen vargspindlar. Inga underarter finns listade i Catalogue of Life.